# 克森
克森是奥地利蒂罗尔州Kitzbühel的一个市镇。总面积69.34平方公里，总人口4209人，人口密度60.7人/平方公里（2005年）。